# Орельсан
Орельса́н (фр. Orelsan или OrelSan; настоящее имя: Орелья́н Котантэ́н, фр. Aurélien Cotentin; род. 1 августа 1982) — французский рэпер.

## Биография
В подростковом возрасте слушал рок, но, когда стал постарше, интересы сместились в сторону рэпа.
В середине 2000-х начал выкладывать свои андеграундные записи в интернет. Из ранних работ можно выделить «Ramen» (2006) и «Saint-Valentin» (2007), загруженные им на YouTube и Dailymotion.
Свой первый коммерческий сингл «Changement» выпустил в октябре 2008 года на французском рэп-лейбле 7th Magnitude. Эта песня позже вошла в его дебютный альбом Perdu d’avance (продюсер: Скред), увидевший свет в 2009 году и достигший первой двадцатки во Франции. С альбома вышло ещё несколько синглов, среди которых «No Life», «Different», «Soirée ratée».
Жестокие и женоненавистнические тексты песен в первом альбоме Орельсана вызвали бурю возмущения среди политиков как слева, так и справа. Кроме того, до альбома была ещё песня «Sale pute» («Грязная шлюха», в альбом она не вошла), которую французский министр культуры Кристина Альбане попыталась удалить с «Ютюба». Благодаря этим атакам Орельсан превратился в глазах публики в стоящего вне закона героя-бунтаря.
Следующий альбом, увидевший свет в 2011 году La chante des sirènes, оказался менее спорным. Так, в ряде треков с него Орельсан рассказывал о своём пути к славе.
Третий сольный альбом Орельсана, La fête est finie, вышел 20 октября 2017 года. Из него были изданы отдельными синглами несколько песен, среди которых «Basique» (ровно за месяц до выхода альбома), «Tout va bien», «Défaite de famille», «La pluie» (с участием Стромаэ).
В ноябре 2018 года увидела свет обновлённая версия третьего альбома, озаглавленная La fête est finie: Épilogue. В этом переиздании добавлено одиннадцать новых треков.

## Тематика текстов
Темы работ Орельсана необычны для французского рэпа, большинство представителей которого происходят из семей иммигрантов и поднимают в своих работах темы социальной несправедливости. Орельсан же является представителем среднего класса с севера Нижней Нормандии и читает о скуке провинциальной жизни. В этом плане его сравнивают с Майком Скиннером — британским рэпером, выступающим под псевдонимом The Streets.
Кроме того, в эпоху первого альбома, когда насилие и мизогиния в текстах песен Орельсана заставили объединиться против него политиков так слева, так и справа, музыкальные критики сравнивали его с Эминемом.

## Дискография
Подробнее см. в статье «Discographie d'Orelsan» во французском разделе.
Студийные альбомы
- Perdu d'avance (2009)
- Le chant des sirènes (2011)
- La fête est finie (2017)
- Civilisation (2021)

Альбомы и сборник совм с. Casseurs Flowters
- Fantasy : Épisode -1 (2003)
- Orelsan et Gringe sont les Casseurs Flowters (2013)
- Саундтрек фильма Comment c'est loin (2015)

Другие
- The Experience совм с. Diversidad (2011)

## Фильмография
- 2013 : Les Gars от Adolf El Assal : само себя
- 2015 : Peur de rien от Danielle Arbid : друг Жулиана
- 2015 : Comment c'est loin от Кристоф Оффенштейн: Orel
- 2017 : The Art of Street Fighting от Rafael Levy : рассказчик
- 2018 : Au poste ! от Квенти́н Дюпьё : Сильван
- 2018 : Girls with Balls от Olivier Afonso : Cowboy
- 2020 : Felicità от Bruno Merle : космонавт
- 2023 : Астерикс и Обеликс: Шёлковый путь от Гийом Кане : Титаникс

## Награды
- MTV Europe Music Awards :
  - «Лучший французский артист» в 2009
- Виктуар де ля мюзик :
  - «Открытие года» в 2012
  - «Лучший рэп/хип-хоп (и пр.) альбом года» в 2012 для Le chant des sirènes
  - «Лучший исполнитель года» в 2018
  - «Лучший рэп/хип-хоп (и пр.) альбом года» в 2018 для La fête est finie
  - «Лучший видеоклип года» в 2018 для Basique
  - «Лучший концерт года» в 2019
  - «Лучший исполнитель года» в 2022
  - «Лучший видеоклип года» в 2018 для Montre jamais ça à personne
  - «Oригинальная песня года» в 2022 для L'odeur de l'essence
- GQ :
  - «Художник десятилетия» в 2018[3]